# Suzana Joumaa
Suzana Joumaa  ((ar) سوزانا جمعة ) née en 1985 à Damas, est une artiste syrienne multidisciplinaire, chanteuse, artiste peintre, architecte d'intérieur et designer. Ses travaux portent sur la question de l'imagination et du subconscient, en particulier en lien avec les personnes qui souffrent de traumatismes dus à la guerre et ne parviennent pas à retrouver un équilibre psychique. 

## Formation
Suzana Joumaa a obtenu un diplôme en beaux-arts à la faculté des beaux-arts de l'Université de Damas en 2008. En 2014, elle obtient un diplôme en arbitrage international de l'Université Ain Shams au Caire. et en 2018, dans cette même faculté, un master en beaux-arts avec mention, qui portait sur un nouveau domaine de recherches concernant l'architecture et l'art surréalistes.
Elle a aussi travaillé comme professeur assistante à l'Université internationale arabe de Damas dans le département d'architecture.

## Carrière artistique
Suzana est une artiste interdisciplinaire, peintre, chanteuse et designer. Elle avait déjà ouvert un  atelier en 2005, dont elle a modifié l'appellation, parlant de « design ». Elle est membre du jury du Concours International ArtBeat au Qatar,,.
Comme elle le dit, ses œuvres tournent autour de l'état mental et des douleurs que provoquent les conflits, en particulier chez celles et ceux qui ne peuvent se libérer de leurs traumatismes psychiques,. 
Les œuvres de Suzana Joumaa font l'objet d'expositions en Syrie, au Caire, au Qatar, aux Emirats Arabes Unis et en Arabie Saoudite. Son travail est également présent dans des collections privées. Elle a remporté un prix local au concours de pôles « Qatar Al Fann » dans les catégories mobilier d'extérieur et design de tapis, et a déclaré dans une interview au journal qatari Al-Sharq : « En tant qu'artiste multidisciplinaire et designer d'architecture, je voulais que mon travail soit l'idée et l'empreinte pour attirer l'attention sur le phénomène de la « mangrove », l'un des symboles du pays. Elle crée une nouvelle tendance pour l'art contemporain en utilisant ses compétences créatives en art et en musique, qu'elle appellera « La Nouvelle Vague »,.

## Expositions
- 2019 : Cinquante sur cinquante (Expériences présentées par la galerie « Al Markhiya » à Katara, le quartier culturel de Doha, 2019, sous le titre Cinquante sur cinquante)[12]
- 2019 : Fusain et Encre, 2019[13]
- 2020 : Galerie d'art au Qatar
- 2021 : Grey Time (travail en résidence artistique)[14]